# Coiote-da-planície
O Coiote-da-planície (Canis latrans latrans) também chamado de Lobo-do-mato é uma grande subespécie de coiote, disputando com o coiote-oriental (Canis latrans var) o título de maior subespécie. É nativo das pradarias do sudeste de Alberta, mas sua distribuição se estende até mais que isso.

## Distribuição
A população dessa subespécie nos EUA ocorre em Dakota do Sul,Montana,Wyoming,Novo México,Dakota do Norte e no Texas Panhandle. Sendo notavelmente uma subespécie com alto nível de distribuição.

## Ecologia
O coiote é um animal solitário, mas forma ocasionalmente grupos de 5 indivíduos. Estes animais se comunicam com latidos e uivos sendo suas vocalizações sendo ouvidas até 600 metros.
Alimentação
A subespécie se alimenta de cães-da-pradaria, coelhos, veados e ratos mas pode caçar jovens bisões se caso estiver em grandes grupos. São conhecidos por consumirem serpentes se o alimento estiver escasso, tendo uma conhecida preferência por cascavéis. São geralmente animais muito predatórios, mas possuem certo consumo de frutas, e são oportunistas o suficiente para sobreviver através da necrofagia.
Concorrentes
Os coiotes evitam áreas com grande população de lobos, e geralmente utilizam a tática de residir próximos de assentamentos humanos, uma vez que eles possuem o aparente conhecimento que os lobos geralmente são muito ariscos com pessoas e as evitarão a todo custo. A interação de onças-pardas com coiotes não é rara, pois normalmente o felino tem uma grande tendência a eliminar a competição mas há casos registrados de predação; ambos os animais tendem a matar filhotes uns dos outros sempre que se mostrar viável, apesar dos felinos serem capazes de matar os indivíduos adultos e até subjulgar matilhas inteiras. Coiotes comumente matam raposas-vermelhas e cinzentas sempre que suas distribuições se sobrepõem, dada a alta sobreposição alimentar ocorrida com estes canídeos menores.